# Challenger de San Luis Potosí 2016
El torneo San Luis Open Challenger Tour 2016 es un torneo profesional de tenis. Pertenece al ATP Challenger Series 2016. Se disputará su 23.ª edición sobre superficie tierra batida, en San Luis Potosí, México entre el 21 al el 27 de marzo de 2016.

## Jugadores participantes del cuadro de individuales
| Favorito | País                | Jugador                  | Rank1 | Posición en el torneo |
| -------- | ------------------- | ------------------------ | ----- | --------------------- |
| 1        | Bandera de Alemania | Michael Berrer           | 112   | Primera ronda         |
| 2        | Bandera de España   | Albert Montañés          | 133   | Semifinales           |
| 3        | Bandera de Brasil   | André Ghem               | 154   | Cuartos de final      |
| 4        | Bandera de España   | Adrián Menéndez-Maceiras | 159   | Primera ronda         |
| 5        | Bandera de Italia   | Matteo Donati            | 181   | Segunda ronda         |
| 6        | Bandera de Francia  | Mathias Bourgue          | 187   | Segunda ronda         |
| 7        | Bandera de Chile    | Hans Podlipnik           | 196   | Cuartos de final      |
| 8        | Bandera de Irlanda  | James McGee              | 203   | Primera ronda         |

- 1 Se ha tomado en cuenta el ranking del 21 de marzo de 2016.

### Otros participantes
Los siguientes jugadores recibieron una invitación (wild card), por lo tanto ingresan directamente al cuadro principal (WC):
- Mauricio Astorga
- Lucas Gómez
- Manuel Sánchez
- Tigre Hank

Los siguientes jugadores ingresan al cuadro principal tras disputar el cuadro clasificatorio (Q):
- Agustín Velotti
- Robin Staněk
- Caio Zampieri
- Marcelo Arévalo

## Campeones

### Individual Masculino
- Peđa Krstin derrotó en la final a  Marcelo Arévalo, 6–4, 6–2

### Dobles Masculino
- Marcus Daniell /  Artem Sitak derrotaron en la final a  Santiago González / Mate Pavić, 6–3, 7–6(4)